# Gaydar (website)

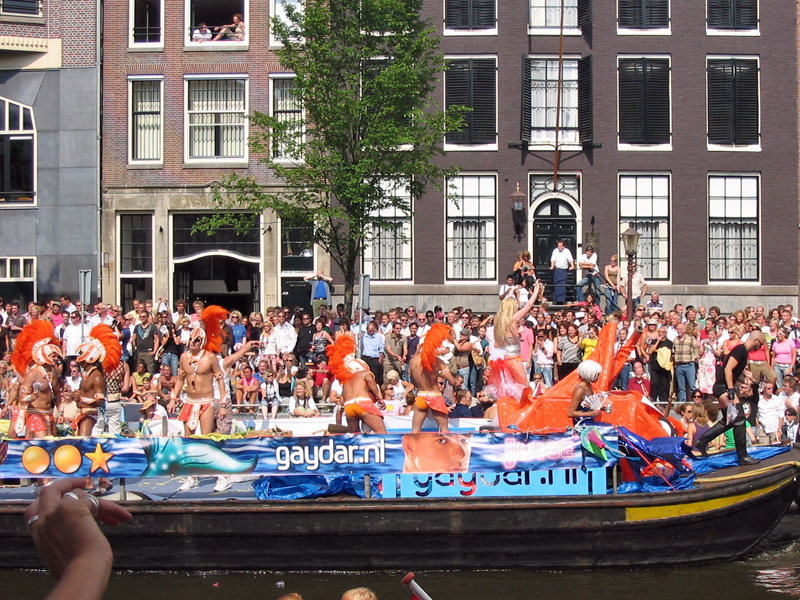
Boot van Gaydar tijdens de Canal Parade van de Amsterdam Gay Pride in 2006

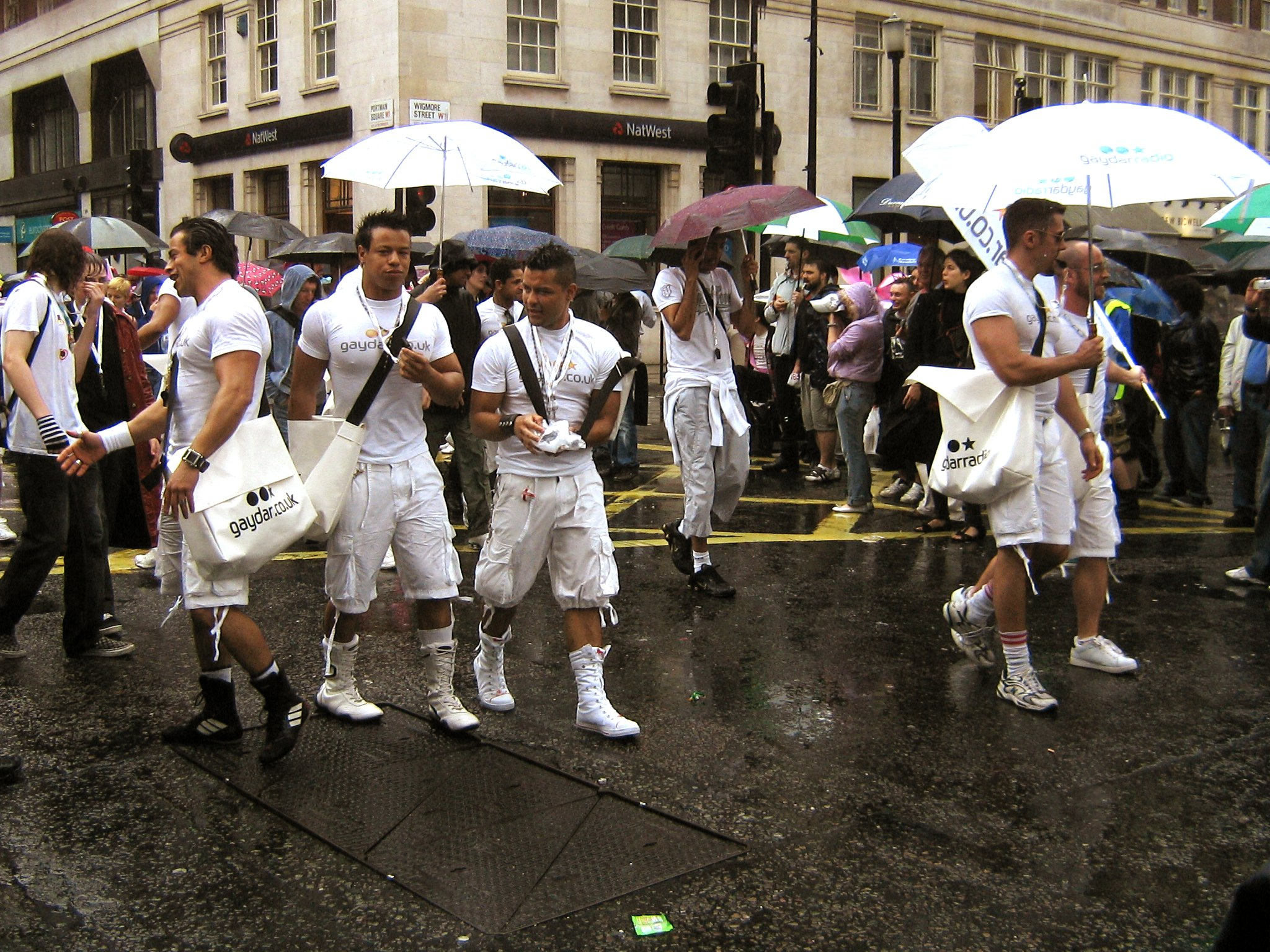
Promotiemedewerkers van Gaydar tijdens de London Pride 2007

Gaydar is een netwerk van wereldwijde dating-websites, gebaseerd op profielen voor homoseksuele en biseksuele mannen en vrouwen. De meeste van de individuele profielen zijn voor iedereen bereikbaar, maar om meer functionaliteit te krijgen en om te kunnen communiceren met andere geregistreerden moet de bezoeker zich tegen betaling registreren en een profiel aanmaken.
Gaydar.com werd in 1999 opgericht in Kaapstad in Zuid-Afrika, door de in Londen woonachtige Zuid-Afrikanen Gary Frisch en Henry Badenhorst. Henry Badenhorst werd in 2006 uitgeroepen tot de derde meest invloedrijke homoseksueel van Groot-Brittannië. Gary Frisch overleed een jaar later onverwachts op 38-jarige leeftijd, toen hij onder invloed van drugs van het balkon van zijn appartement in Londen viel.
Nadat een vriend van Frisch en Badenhorst had geklaagd dat hij het te druk had om een nieuwe vriend te zoeken, werd een site bedacht, die gebaseerd was op een idee voor een intranet voor bedrijven, dat destijds voor een grote Zuid-Afrikaanse onderneming werd ontwikkeld onder de werknaam RADAR (Rapid Access And Deployment Resource). Als samentrekking van 'radar' en 'gay' bestond ook al eerder het woord gaydar als vaardigheid om andere homo's te kunnen herkennen en onder die naam werd de nieuwe website in november 1999 gelanceerd.
De website Gaydar is vooral populair in Zuid-Afrika, Groot-Brittannië, Australië, Ierland en wat minder in Noord-Amerika en continentaal Europa. In 2009 had de site zo'n 5 miljoen leden. Ook is er een eigen internetradiostation onder de naam Gaydar Radio.
Gaydar en vergelijkbare datingwebsites als Gayromeo en Gay.nl hebben volgens velen een grote invloed gehad op de homogemeenschap. Op deze websites kunnen gebruikers meer gedetailleerde, persoonlijke en intieme informatie zien en geven dan "in real life" mogelijk is. Het zoeken van al dan niet seksuele contacten zou hierdoor dan ook voor een groot deel verschoven zijn van homo-ontmoetingsplekken in de buitenlucht en homobars, al dan niet voorzien van een darkroom, naar het internet.
De hier besproken websites dienen niet verward te worden met de website onder het vrijwel gelijknamige adres www.gaydar.com, die eigendom van een andere onderneming is.